# Ablation Col
Ablation Col är ett bergspass i Antarktis som ligger i Västantarktis. Argentina, Chile och Storbritannien gör anspråk på området. Ablation Col ligger 413 meter över havet.
Terrängen runt Ablation Col är huvudsakligen kuperad, men bergig mot nordväst. Trakten är obefolkad. Det finns inga samhällen i närheten. 